# Osservatorio Madonna di Dossobuono
| (10921) Romanozen       | 17. Januar 1998    |
| (11112) Cagnoli         | 18. November 1995  |
| (15036) Giovannianselmi | 18. November 1998  |
| (15386) Nicolini        | 25. September 1997 |
| (15950) Dallago         | 17. Januar 1998    |
| (24087) Ciambetti       | 27. Oktober 1999   |
| (43871) 1994 TW15       | 13. Oktober 1994   |

Das Osservatorio Astronomico Madonna di Dossobuono ist ein auf 65 m über dem Meeresspiegel gelegenes astronomisches Observatorium im gleichnamigen Ortsteil Madonna di Dossobuono in Verona, Provinz Verona. Es ist mit dem IAU-Code 560 registriert. 
Das Observatorium wurde in den 1980er Jahren auf Initiative des Amateurastronomen Luciano Lai erstellt und ist dem Philosophen und Astronomen Giordano Bruno gewidmet.
Zwischen 1994 und 1999 wurden dort insgesamt 7 Asteroiden entdeckt.

## Instrumente
Als Hauptteleskop dient ein Newton-Teleskop mit einem Spiegeldurchmesser von 400 mm und einer Brennweite von 2 m. Als Sucher dient ein Refraktor mit einem Linsendurchmesser von 102 mm. Alle Instrumente sind durch eine selbstkonstruierte bewegliche Kuppel mit einem Durchmesser von 3,2 m geschützt. Für Aufnahmen sind beide Teleskope mit  CCD-Kameras ausgestattet. Im Jahre 2010 wurde zusätzlich ein Maksutov-Teleskop zur Planetenbeobachtung mit einer Apertur von 250 mm installiert, das durch einen Kippspiegel sowohl für optische Beobachtungen als auch für photographische Aufnahmen benutzt werden kann.